# زمن الأمل (رواية)
زمن الأمل (بالإنجليزية: Time of Hope)‏ هي رواية من سلسلة روايات «غرباء وأخوة» للكاتب الإنجليزي سي بي سنو، نشرت عام 1949، عن دار نشر فابر آند فابر.